# Le Petit Vampire
Pour le film adapté de la saga, voir Le Petit Vampire (film).
Pour les bandes dessinées de Joann Sfar, voir Petit Vampire.
Le Petit Vampire (Der kleine Vampir) est le titre d'une série pour enfants écrite par l'auteur allemande Angela Sommer-Bodenburg. Elle raconte les aventures d'un jeune garçon passionné par les vampires, Anton Kamenberg, qui se lie d'amitié avec un vampire enfant, Rüdiger von Schlotterstein.
La série s'est vendue à plus de dix millions d'exemplaires et a été traduite dans plus de trente langues. Angela Sommer-Bodenburg a dit que son « vampire n'était pas un monstre assoiffé de sang, mais un petit vampire attachant, peureux et naïf, qui aidera peut-être les enfants à se libérer de leurs propres peurs. ».
Une nouvelle, écrite en 1979 a été suivie d'une série de romans ; l'idée a aussi été adaptée au théâtre, à la radio, à la télévision et au cinéma, en particulier avec le film Le Petit Vampire (2000).
En France, seuls les dix premiers tomes de la série ont paru, aux éditions Hachette dans la collection « Bibliothèque rose ».

## Personnages principaux

### Rüdiger von Dentkreuz
Rüdiger von Dentkreutz, le petit vampire. Il l'est déjà depuis au moins cent cinquante ans. Le fait qu'il soit jeune s'explique aisément : il est devenu vampire alors qu'il était encore enfant. Son amitié avec Anton a débuté un jour où ce dernier était seul à la maison. Tout à coup, le vampire s'est posé sur le bord de la fenêtre. Anton a aussitôt tremblé comme une feuille mais Rüdiger l'a rassuré : il avait déjà dîné ! En fait, Anton s'imaginait les vampires sous un jour bien plus effroyable qu'ils ne le sont en réalité. Rüdiger lui a avoué son goût pour les histoires de vampires et sa peur du noir, si bien qu'Anton le trouve maintenant fort sympathique.
Anton, qui menait jusque-là une existence plutôt monotone, n'a plus su dès lors où donner de la tête. Le petit vampire lui a en effet prêté une cape, et les deux amis ont pris leur envol pour aller au cimetière visiter le caveau des von Dentkreuz. Anton n'a évidemment pas tardé à faire la connaissance du reste de cette curieuse famille

### Anton Kamenberg
Anton Kamenberg aime lire des histoires aussi passionnantes qu'horribles. Mais il raffole surtout des histoires de vampires dont il connait fort bien les mœurs.

### Anna von Dentkreuz
Anna l'Édentée est la petite sœur de Rüdiger. Ses dents de vampire n'ont pas encore poussé et elle est la seule de cette honorable famille de vampires à boire encore du lait (à la grande horreur de Rüdiger qui a un dégoût profond pour cette boisson). « Mais plus pour longtemps ! » affirme-t-elle. Les histoires « qui font peur » lui plaisent aussi beaucoup.

### M.etMmeKamenberg
Les parents d'Anton ne croient pas aux vampires. Mme Kamenberg est professeur de mathématiques et son mari travaille dans un bureau.

### Lumpi von Dentkreuz
Lumpi le Balèze, le grand frère de Rüdiger, est un vampire très susceptible. Sa voix tantôt aigüe, tantôt grave, prouve qu'il est mort en pleine puberté. Il n'en sortira hélas jamais, puisque c'est à cet âge qu'il est devenu vampire.

### Tante Dorothée
Tante Dorothée est, de tous les vampires, la plus sanguinaire. La rencontrer au crépuscule équivaut à une condamnation à mort…

### Geiermeier
Le gardien du cimetière, un certain Geiermeier, fait la chasse aux vampires. C'est pourquoi ces derniers ont installé leurs cercueils dans un caveau souterrain dont Geiermeier cherche désespérément l'entrée. Anton n'a pas été présenté aux autres membres de la famille von Dentkreuz mais il a vu leurs cercueils alignés dans le caveau.

## Titres parus en France
L'auteur a écrit vingt albums (le dernier date de 2008) en allemand. 
En France, dix titres ont paru (tomes 1 à 10) :
- 1979 : Les Visites du petit vampire (Der kleine Vampir)
- 1980 : Le petit vampire déménage (Der kleine Vampir zieht um)
- 1982 : Le petit vampire part en vacances (Der kleine Vampir verreist)
- 1983 : Les Drôles de Vacances du petit vampire (Der kleine Vampir auf dem Bauernhof)
- 1985 : Le Grand Amour du petit vampire (Der kleine Vampir und die große Liebe)
- 1985 : Le petit vampire en péril (Der kleine Vampir in Gefahr)
- 1986 : Le petit vampire au val des Soupirs (Der kleine Vampir im Jammertal)
- 1988 : Le petit vampire fait la lecture (Der kleine Vampir liest vor)
- 1989 : Le Petit Vampire - Un patient bien étrange (Der kleine Vampir und der unheimliche Patient)
- 1989 : Le petit vampire dans la gueule du loup (Der kleine Vampir in der Höhle des Löwen)

## Titres inédits en France
- ? : Der kleine Vampir und der Lichtapparat
- ? : Der kleine Vampir und der rätselhafte Sarg
- ? : Der kleine Vampir und die große Verschwörung
- ? : Der kleine Vampir und die Klassenfahrt
- 2000 : Der kleine Vampir feiert Weihnachten
- 2001 : Der kleine Vampir und Graf Dracula
- 2001 : Der kleine Vampir und die Tanzstunde
- 2002 : Der kleine Vampir hat Geburtstag
- 2006 : Der kleine Vampir und die Gruselnacht
- 2008 : Der kleine Vampir und die letzte Verwandlung

## Adaptations à la télévision

### 1985(Canada)
La série télévisée, qui comporte treize épisodes de 25 minutes, a été adaptée à partir des deux premiers tomes de la série : Les Visites du petit vampire et Le petit vampire déménage. La série a été réalisée par René Bonnière et a été tournée à Edmonton, au Canada. Elle est une coproduction entre Norddeutscher Rundfunk (Allemagne), TVS Norflicks (Royaume-Uni) et le Canada.
La série a été doublée en allemand et a été diffusée en Allemagne par la Norddeutscher Rundfunk, doublée au Québec et diffusée à partir du 29 février 1988 à la Télévision de Radio-Canada, et en France sur La Cinq en 1987.
- Distribution
- Joel Dacks (de) (VQ : Sébastien Reding) : Rüdiger Edward Frederick August Von Schlotterstein
- Gert Fröbe : détective Gurrmeyer
- Marsha Moreau (de) (VQ : Camille Cyr-Desmarais) : Anna Irmgard Von Schlotterstein
- Lynn Seymour : Aunt Hildegard
- Michael Gough : Uncle Theodor
- Christopher Stanton (VQ : Olivier Visentin) : Anton Besker
- Jim Gray : Lumpi
- Susan Hogan (VQ : Claudie Verdant) : Helga Besker
- Michael Hogan (VQ : Robert Rivard) : Robert Besker
- Kristofer Kent : Udo

 Source et légende : version québécoise (VQ) sur Doublage.qc.ca
Le musicien canadien Jim Gray, dans le rôle de Lumpi, chante la chanson du générique « They Can See in the Dark». Gert Fröbe est connu pour le rôle de Goldfinger dans la série James Bond. Cela été l'un des derniers rôles de Fröbe avant sa mort en 1988.

### 1993(Allemagne)
Une suite de treize épisodes de 28 minutes de la série canadienne a été produite par la Westdeutscher Rundfunk en 1993. La série a été adaptée à partir des tomes trois et quatre de la série : Le petit vampire part en vacances et Les Drôles de Vacances du petit vampire. 
La série comporte Jan Steilen dans le rôle de Rudiger, Matthias Ruschke dans le rôle d'Anton, Lena Beyer dans le rôle d'Anna et la star du théâtre allemand Angelika Milster dans le rôle de Tante Dorothée.
1. Peur au crépuscule
2. Anna est en danger
3. Surprise nocturne
4. Les soupçons de Grosblaireau
5. Le cercueil fait partie du voyage
6. Voyage en train de nuit
7. Rüdiger a peur
8. La chance dans le malheur
9. Sauvé par le diable
10. L'Étrange Organiste
11. Le Cabinet de l'épouvante
12. Le Rubis rouge-sang
13. Le Petit Vampire

## Adaptation au cinéma
- 2000 : Le Petit Vampire: film germano-américano-néerlandais